# Pick Up the Pieces
«Pick Up the Pieces» es una canción de la banda escocesa Average White Band. Fue publicada como la tercera pista de su álbum AWB. En su lanzamiento como sencillo en julio de 1974, se le dio crédito de composición a los miembros fundadores Roger Ball y Hamish Stuart individualmente, y a toda la banda colectivamente. Es esencialmente una canción instrumental, con la excepción del título de la canción, que se grita en varios puntos de la canción.
«Pick Up the Pieces» fue lanzado en el Reino Unido en julio de 1974, pero no logró entrar en las listas. Cuando el álbum fue publicado en los Estados Unidos en agosto de 1974, las estaciones de radio comenzaron a reproducir la canción, y el 22 de febrero de 1975, llegó a la cima de la lista Hot 100. Después de su éxito en América del Norte, la canción entró en las listas del Reino Unido y subió al puesto número 6.

## Composición y arreglos
La línea de guitarra de la canción es de Hamish Stuart, mientras que Roger Ball escribió la primera parte de la melodía de la trompa. La canción fue producida por Arif Mardin. De acuerdo a Malcolm “Molly” Duncan, no estaba de acuerdo con lanzar la canción como sencillo porque la canción es un “instrumental funk tocado por escoceses sin otra letra que un grito”. También dijo sobre los gritos de «Pick Up the Pieces»: “Se trata de levantarse cuando las cosas no van bien. Habíamos pasado mucho tiempo sin ganar dinero en absoluto, así que nos pareció muy relevante”. Musicalmente, ha sido descrita como una canción de funk, jazz, y proto-disco.

## Recepción de la crítica
Un escritor no especificado de la revista Cash Box elogió la instrumentación funky y un muy buen trabajo de trompeta en esta canción que lo hacen ganar atractivo instantáneo.

## Revisión retrospectiva
En una reseña retrospectiva de su columna The Number Ones, el escritor de Stereogum, Tom Breihan, consideró la canción como “un ejemplo del lado bueno de la apropiación cultural. Average White Band no se limitaba a robar un sonido. Lo construían, le añadían cosas y armaban lo que se convertiría en un estándar de su género”.
En una reseña posicionando cada canción #1 de los años 1970 de peor a mejor, el crítico de Cleveland.com, Troy L. Smith, posicionó la canción en el puesto #55. Smith la consideró “excepcional por lo sofisticada que es y al mismo tiempo es una de las melodías más bailables de su época”.

## Certificaciones y ventas
| País                                                     | Certificación | Ventas   |
| -------------------------------------------------------- | ------------- | -------- |
| Estados Unidos (RIAA)                                    | Oro           | 500 000* |
| Reino Unido (BPI)                                        | Plata         | 200 000* |
| *cifras de ventas basadas únicamente en la certificación |               |          |